# متیو گری گابلر
متیو گری گابلر (انگلیسی: Matthew Gray Gubler؛ زادهٔ ۹ مارس ۱۹۸۰) هنرپیشه و کارگردان اهل کشور ایالات متحده آمریکا است. وی از سال ۲۰۰۴ میلادی تاکنون مشغول فعالیت بوده‌است.متیو بخاطر بازی در نقش اسپنسر رید در سریال ذهن‌های جنایتکار شناخته میشود.
از فیلم‌ها یا برنامه‌های تلویزیونی که وی در آن نقش داشته است می‌توان به ۵۰۰ روز سامر، آلوین و سنجاب‌ها، آر وی، زندگی در آب با استیو زیسو و خیابان جامپ شماره ۲۲ ، آلوین و سنجاب‌ها ۲ ، آلوین و سنجاب‌ها ۳ ، آلوین و سنجاب‌ها ۴، باک هوارد بزرگ، دختر اسبی و اخراج اشاره کرد.